# Giorgio Starace
Giorgio Starace (Viterbo, 23 febbraio 1959) è un diplomatico italiano, ambasciatore d'Italia in Russia dal 1 ottobre 2021 al 14 luglio 2024.

## Biografia
Ha frequentato il corso 1975-77 della Scuola militare "Nunziatella" di Napoli. Nel 1982 si è laureato in Economia Politica presso l'Università Bocconi. Ha iniziato la carriera diplomatica con specializzazione commerciale nel 1985 nella Direzione Generale degli Affari Economici responsabile per i rapporti con la Comunità Economica Europea, entrando in seguito a far parte della segreteria di coordinamento (1987). Nel 1988 ha assunto le funzioni di secondo segretario commerciale in Guatemala dove viene in seguito nominato primo segretario commerciale (1990).
Nel 1992 viene trasferito a Pechino, Cina, con funzioni di primo segretario nel settore politico, dove successivamente viene promosso a consigliere di legazione (1995).
Nel 1995 è rientrato a Roma con un ruolo nel coordinamento della Presidenza Italiana dell'Unione Europea presso la Direzione Generale degli Affari Economici.
Nel 1996 viene nominato consigliere per gli Affari Internazionali del Ministero delle risorse agricole, alimentari e forestali presso il Gabinetto dei Ministri Michele Pinto ed in seguito Paolo De Castro, Luca Zaia e Giancarlo Galan. In funzione di questo ruolo ha preso parte ai negoziati sulle politiche agricole comunitarie legate al programma Agenda 2000 dell'Unione europea.
Nel 1999 viene trasferito a New York, Stati Uniti d'America con funzioni di capo ufficio stampa presso la rappresentanza permanente d'Italia all'ONU. In seguito viene promosso a consigliere d'ambasciata e poi primo consigliere (2001).
Nel 2002 viene trasferito a New Delhi, India con il ruolo di vice-ambasciatore.
Nel 2006 è tornato a Roma con il ruolo di consigliere diplomatico presso il Ministero delle politiche agricole alimentari e forestali sotto Paolo De Castro. Successivamente viene promosso a ministro plenipotenziario (2008).
Nel 2010 viene trasferito ad Abu Dhabi, con il ruolo di ambasciatore d'Italia negli Emirati Arabi Uniti.
Nel 2014 gli viene conferito l'incarico di rappresentante permanente presso l'Agenzia internazionale per le energie rinnovabili.
Nel 2017 viene trasferito a Tokyo in seguito alla nomina come nuovo Ambasciatore d'Italia in Giappone come successore di Domenico Giorgi.
Dal 1º ottobre 2021 viene nominato Ambasciatore d'Italia in Russia.

### Vita privata
È il fratello di Francesco Starace.

## Pubblicazioni
- a cura di Maria Weber, Rapporto Cina : il successo del socialismo di mercato e il futuro di Hong Kong, Fondazione Giovanni Agnelli, Torino, 1995, ISBN 9788878601130
- Gli investimenti italiani in Marocco, a cura di Carlo Secchi, La rilocalizzazione produttiva italiana nei Paesi in via di sviluppo,[8] Giuffrè Editore, 1983